# Håltjärnet (Gräsmarks socken, Värmland, 664299-133390)
Håltjärnet är en sjö i Sunne kommun i Värmland och ingår i Göta älvs huvudavrinningsområde.